# Aprostocetus galbulus
Aprostocetus galbulus is een vliesvleugelig insect uit de familie Eulophidae. De wetenschappelijke naam is voor het eerst geldig gepubliceerd in 2009 door Ribes.